# 조절초점이론
조절초점이론(Regulatory focus theory, RFT)은 컬럼비아 대학교 심리학 교수이자 연구자인 토리 히긴스가 개발한 목표 추구 이론:444으로 의사결정 단계에서 인간의 지각에 대한 내용에 관한 것이다. 조절초점이론에서는 목표달성을 위한 동기와 방법 사이의 관계를 연구한다. 조절초점이론은 예방과 향상의 두 개의 분리되고 독립적인 자기규제방향을 상정한다.
이 심리학 이론은 다른 많은 이론들처럼 의사소통, 특히 비언어적인 의사소통의 하위분야에서 그리고 설득에 적용된다.